# Hyundai Mufasa
Hyundai Mufasa — кроссовер южнокорейской компании Hyundai выпускаемый с 2023 года только для рынка Китая на заводе Beijing Hyundai.
С декабря 2024 года была запущена сборка автомобиля в Казахстане (г.Алматы). 

## История
Представлен в марте 2023 года в качестве концепт-кара. Серийная модель дебютировала на Шанхайском автосалоне в апреле 2023 года.
Модель создана исключительно для рынка Китая для замены локального китайского кроссовера Hyundai ix35, который выпускается с 2017 года и в линейке располагается между моделями ix25 (Creta) и Tucson, на остальных рынках у Hyundai нет модели в этой «промежуточной нише» .
Построен на платформе Hyundai Tucson, но имеет полностью новый кузов с оригинальным дизайном. Привод — только передний. Двигатель — бензиновый G4NJ объёмом 2,0 литра, мощностью 161 л. с., с 6-ступенчатым «автоматом».
Ожидается, что модель будет запущена в производство и поступит в продажу на рынке Китая в июне. Стоимость не сообщается, но предполагается, что цена будет на 4,5 тысячи долларов дешевле Tucson, который на рынке Китая предлагается по цене от 23,5 тысяч долларов.

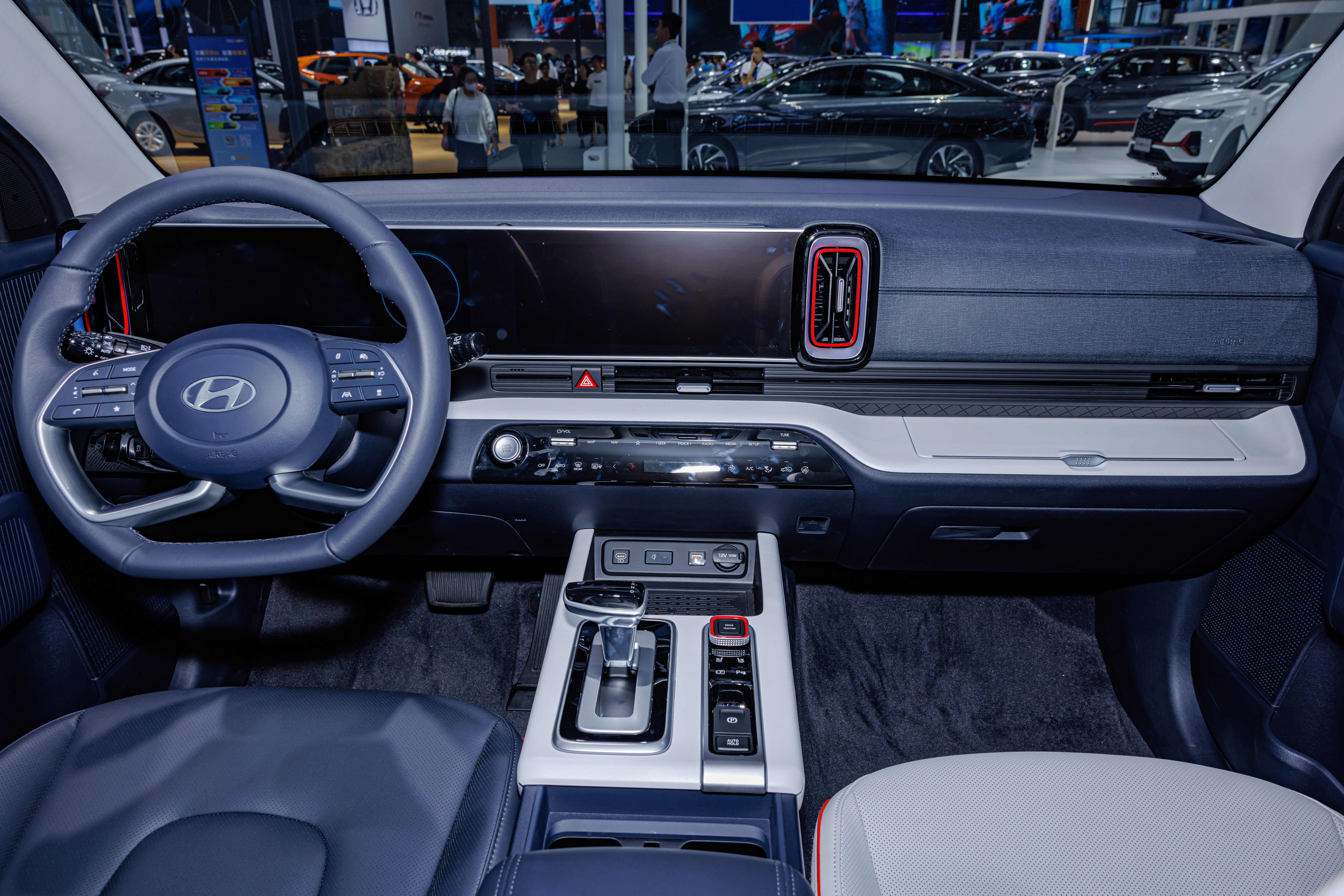